# Varicopsella otanesi
Varicopsella otanesi är en insektsart som beskrevs av Baltasar Merino 1936. Varicopsella otanesi ingår i släktet Varicopsella och familjen dvärgstritar. Inga underarter finns listade i Catalogue of Life.